# Château de Gœulzin

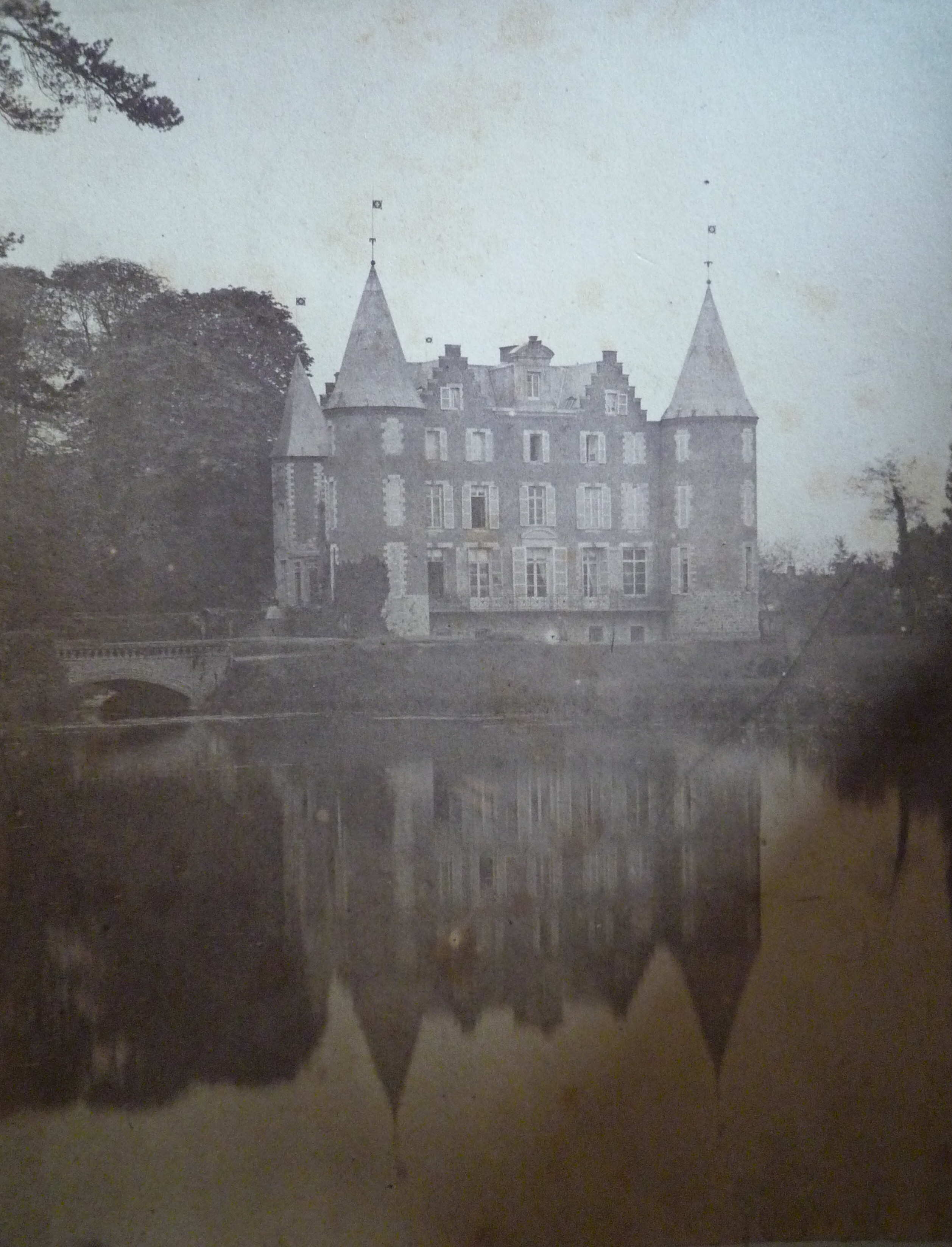

 (octobre 2019).
Si vous disposez d'ouvrages ou d'articles de référence ou si vous connaissez des sites web de qualité traitant du thème abordé ici, merci de compléter l'article en donnant les références utiles à sa vérifiabilité et en les liant à la section « Notes et références ».
Le château de Gœulzin est situé à Gœulzin, dans le département du Nord.
Il fait l’objet d’une inscription au titre des monuments historiques depuis le 3 août 2007.

## Situation
Le village de Gœulzin se situe à 4 km au sud de Douai, dans la vallée marécageuse de la Sensée aujourd’hui partiellement canalisée. Il s’agit d’un petit bourg ne comptant guère actuellement que onze cent habitants. Le château est posé sur une terrasse au centre de l’agglomération à côté de l’église, dans la partie la plus basse du village. Il est en lien direct avec le système hydrologique de la Sensée qui a été dérivé pour alimenter les douves et irriguer les terres agricoles.
Au cours du Moyen Âge, la Sensée marque la limite sud de l’Ostrevent et la limite nord de l’Artois et du Cambrésis. Ces territoires seront disputés par la Flandre, l’Artois et le Hainaut aux Xe et XIIe siècles. Cette zone de conflits permanents explique en grande partie l’implantation importante d’ouvrages défensifs de toutes natures : châteaux, mottes castrales et maisons fortes. Dans le courant du XIIe siècle, Bouchain et l’Ostrevent furent cédés au comte de Hainaut, Baudouin IV « l’Édificateur », qui s’empressa de mettre son nouveau domaine en état de défense en construisant notamment la tour d’Ostrevent, à Bouchain. Plus tard, la Sensée ne constitue plus une frontière et le pays se trouve partagé entre l’Artois et le Hainaut, qui seront englobés à partir du XIVe siècle dans les possessions bourguignonnes puis espagnoles. Le recul de la frontière politique vers le nord du fait de l’annexion de ces territoires par la France fera perdre à la Sensée son rôle de région de contact entre les divers fiefs. Les déboires militaires de la fin du règne de Louis XIV remettent cependant en avant le caractère stratégique de la vallée de la Sensée et l’on vit, en 1711, s’opposer de part et d’autre de la rivière les troupes françaises de Villars et l’armée anglo-néerlandaise de Marlborough, duel qui se soldera par la prise de Bouchain par ce dernier, place reprise par Villars dès l’année suivante, au lendemain de la victoire de Denain.
Le château de Gœulzin faisait naturellement partie de cette série d’ouvrages défensifs dès le Moyen Âge et joua ce rôle défensif jusqu’au XVIe siècle où il fut sévèrement endommagé. Sa reconstruction au siècle suivant accentua son rôle d’exploitation agricole et marque la naissance de sa vocation de château de plaisance encore accentuée par les aménagements des XVIIIe et XIXe siècles.

## Historique
Il existait un château à Gœulzin dès la fin du XIIIe siècle. Incendié sous Philippe le Bel, il fut rebâti par Enguerrand de Gœulzin. Sa première mention écrite date de 1310. Le manoir seigneurial se situait alors sur une large terrasse dominant un bas fond marécageux à 33 m d’altitude. La plate-forme était de forme rectangulaire de 20 m de côté par 40 m et bordée par de larges douves de 10 à 15 m de largeur.
À l’ouest, existait un grand enclos trapézoïdal de 110 m par 80 m, entouré de fossés et occupé par divers bâtiments de ferme et des espaces découverts (près et jardins). Il s’agit de la basse-cour de la maison-forte seigneuriale aujourd’hui occupée par des bâtiments des XVIIIe et XIXe siècles. Un système de dérivation des eaux de la Sensée permettait d’alimenter les douves entourant le château et sa basse-cour qui se trouvaient ainsi isolés, de même que le parc. Il se complétait d’un réseau d’irrigation pour les terres situées au sud du château qui existait déjà au début du XIXe siècle, mais dont l’existence était probablement bien antérieure.
La majeure partie du village, avec le château et le clocher, dépendait du seigneur d’Oisy. Le village est brûlé à deux reprises au XVIe siècle, en 1521 et en 1582. Le château subit alors de graves dommages, avec des campagnes de reconstruction comme le confirme les deux inscriptions de la tour d’angle sud-est datant celle-ci de 1576. Au siècle suivant, la seigneurie passe aux mains des comtes de Bucquoy de la maison de Longueval. Le château fut reconstruit au début du XVIIe siècle sur les soubassements en grès de l’ancien manoir par Charles-Albert de Longueval, comte de Bucquoy, grand bailli du Hainaut et gouverneur de Valenciennes. Des constructions antérieures ne subsistèrent plus alors que ce haut soubassement taluté percé d’archères et de bouches à feu et certainement les tours.
Les nouveaux bâtiments furent construits en brique et pierre : briques rouges pour les murs avec pierres blanches en chaînages et encadrements et pignons à pas-de-moineaux de style flamand. Le parc fut réaménagé, mais il s’agissait probablement d’un espace boisé sans recherche particulière plus proche d’un parc de chasse que d’un parc d’agrément. La seigneurie échoit à la famille de Pronville qui la céda au milieu du XVIIIe siècle à Pierre Taffin, procureur général du Conseil provincial du Hainaut et administrateur des mines de charbon d’Anzin. Son quatorzième enfant, Jean-Charles-Louis Taffin, entreprit en 1763 (date portée sur le linteau de la tour) la construction d’une tour constituée d’une glacière et d’un colombier à proximité des dépendances du château ainsi que la reconstruction de l’église en 1771. Cette tour est d’une conception fort originale combinant deux fonctions sans lien entre elles. Elle a été inscrite à l’Inventaire supplémentaire des monuments historiques par arrêté du 3 décembre 2002. À partir du milieu du XIXe siècle, elle perdit sa raison d’être avec l’invention de la fabrication de la glace industrielle ; elle fut alors abandonnée et perdit sa toiture. De cette époque de travaux (années 1760-1770), datent également certaines transformations du bâtiment principal comme la création d’un balcon filant à la hauteur du rez-de-chaussée de la façade méridionale de l’aile sud avec son balcon de fer forgé, la création de portes-fenêtres permettant d’y accéder et de larges fenêtres cintrées dans le soubassement au-dessous.
Tout au long du XIXe siècle, le réseau hydraulique ceinturant le château fut amélioré. L’irrigation des terrains situés au sud du château reçut sous le Premier Empire (avant 1812) un important développement et une régularisation. Une modernisation du château fut réalisée probablement sous le Second Empire par Louis Taffin d’Heursel. Il fit installer sur la cour une galerie dont il ne subsiste rien aujourd’hui, de style néogothique flamboyant, provenant d’un couvent de Metz, ainsi qu’une niche d’angle abritant une statue sur culot accrochée au pignon ouest avec un dais surmonté d’un immense pinacle (traces d’arrachement des éléments encore visibles). C’est certainement à cette époque que fut construite la terrasse avec le perron qui y mène et que les fenêtres situées au-dessus furent régularisées. Avant 1866, un grand parc fut également aménagé avec une pièce d’eau alimentée par la Sensée, entourant des îles reliées par des ponts. La partie paysagère de ce parc, c’est-à-dire les îles et la grande pièce d’eau, a été gagné sur le système d’irrigation et une partie des terrains qu’il desservait. La réfection des maçonneries des piédroits des fossés au sud des communs date probablement de cette période de travaux. À la mort de Louis Taffin, les collections du château furent vendues aux enchères publiques.
Georges Lambrecht, maire de Gœulzin de 1908 à 1912, habita le château après le départ de sa tante, épouse de Louis Taffin. Pendant la Grande Guerre, le château fut occupé par les troupes allemandes, pillé et laissé à l’abandon. Son état de ruine date de cette époque. Après la guerre semble-t-il, les douves furent asséchées sur les trois côtés du château et le bras nord bordant les communs fut comblé après le pont d’accès nord. Les communs eux-mêmes furent séparés en deux propriétés distinctes. Depuis l’achat du château et d’une partie des communs par les propriétaires actuels, un important travail de nettoyage des maçonneries par enlèvement des végétaux — arbres, arbustes et lierre notamment — a été réalisé afin de prévenir de plus fortes dégradations.

## Description
Le bâtiment issu des transformations du XVIIe siècle adopte un plan en L constitué de deux corps de logis rectangulaires placés à angle droit. Il se développe sur une partie seulement de l’ancien château dont il abandonne la partie nord avec sa tour d’angle nord-est.
Le corps de logis sud est cantonné sur sa face sud de deux tours rondes coiffées de poivrières. Il présente deux étages carrés surmonté d’un attique sur un fort soubassement percé d’ouvertures. Le tout est encore assez bien conservé jusqu’au bandeau du 1er étage. Les portes-fenêtres du rez-de-chaussée s’ouvraient sur un balcon occupant toute la longueur de la façade en assez forte saillie et porté par des consoles en fer de facture très simple et fermé par une balustrade en fer forgé. Il n’en subsiste que certaines consoles. La scansion de la façade se fait sur un rythme ternaire : une travée centrale composée au rez-de-chaussée d’une fenêtre sommée d’un fronton curviligne, de deux fenêtres rectangulaires et d’une grande lucarne surmontée d’un fronton curviligne décoré d’un écu avec des armes, encadrée par deux séries de deux travées surmontées d’un pignon à pas-de-moineaux percé d’une ouverture pour éclairer le haut comble. La façade latérale ouest de cette aile, très bien conservée, présente le même type de pignon posé sur le mur de face au niveau de l’allège du 2e étage. Son retour sur la cour intérieure n’est conservé qu’au rez-de-chaussée sur deux travées. Sur cette cour intérieure, la maçonnerie en grès monte jusqu’aux allèges des fenêtres du premier étage.
La seconde aile en retour, la plus longue, se développe vers le nord. Elle est constituée de deux étages carrés sous des combles dont l’aspect ne nous est pas connu. Elle présente quatre travées de fenêtres rectangulaires percées de manière irrégulière dans la façade, puis une porte-fenêtre largement isolée par de larges trumeaux formant un avant-corps central non saillant. Cette ouverture est encadrée par de faux pilastres à refends surmontés d’une clef sculptée d’une tête et d’un fronton triangulaire. On trouve ensuite deux travées symétriques aux deux précédant l’avant-corps. Il s’agit certainement d’un projet inachevé qui aurait vu l’aile se développer encore sur deux autres travées pour rejoindre la base de la tour d’angle nord-est afin de présenter une grande façade régulière avec un avant-corps non saillant au milieu et deux ailes de quatre travées de part et d’autre de celui-ci. La majeure partie de cette façade est encore en place à part quelques-uns des trumeaux du 1er étage écroulés. Au nord, cette aile se terminait par une façade à deux niveaux encore subsistants avec un pignon à pas-de-moineaux qui, lui, a entièrement disparu.
Sur la cour, cette aile était cantonnée de deux tours octogonales dont l’existence est antérieure à la reconstruction du XVIIe siècle : la plus petite placée dans l’angle des deux ailes abritait un escalier, l’autre de taille plus importante en briques à chaînage de pierre était située presque à l’extrémité de la grande aile et devait abriter un second escalier. Entre ces deux tourelles, la façade présentait deux étages carrés de quatre travées sous un haut comble éclairé par trois lucarnes cintrées à claveau central saillant sous une corniche curviligne caractéristiques des constructions briques et pierre du premier quart du XVIIe siècle en Île-de-France et Normandie.
Entre les deux tourelles, une galerie néogothique flamboyant provenant du Couvent des Grands Carmes de Metz a été remontée pour servir de transition avec les pièces d’habitation ou de jardin d’hiver. Cette galerie était précédée d’une grande terrasse avec un perron d’accès monumental supportée par des caves voûtées en berceau. De cet espace, ne subsiste que le soubassement de la terrasse et deux niveaux de la grande tourelle, le reste ayant été totalement arasé. Les toitures des deux grandes tours qui subsistaient encore il y a quelques années, se sont depuis lors effondrées entre leurs murs comme le reste des constructions venu combler le soubassement lui-même effondré.
Quant aux communs, ils sont aujourd’hui séparés en deux parties distinctes par un chemin privatif. Ils représentent une part importante de l’ancienne basse-cour du château. Dès avant la Révolution, les bâtiments occupent une grande surface trapézoïdale selon un axe est-ouest comportant deux cours traversées dans leur axe par un passage. Entre 1812 et 1866, probablement à l’époque des travaux de Louis Taffin, des transformations avaient déjà eu lieu : la clôture de la cour est vers le château avait disparu, de même que l’aile sud-ouest de la seconde cour. Depuis cette date, quelques transformations se sont produites : tout d’abord la destruction d’une portion d’aile à l’ouest de la seconde cour et un petit morceau de cette même cour au sud. Actuellement, les parties subsistantes sont réparties entre deux groupes de propriétaires. Au sud, les bâtiments en forme de T sont la propriété de M. et Mme Serge Nal, également propriétaires du château, et constituent leur habitation principale. La partie nord, deux fois plus étendue en superficie, ainsi que la tour glacière-colombier appartiennent à M. et Mme Éric Dupire.

## Conclusion
Le château de Gœulzin est un vestige d’un important verrou fortifié aux confins de trois grands comtés, la Flandre, l’Artois et le Hainaut, plusieurs fois détruit lors de combats et en dernier lieu pendant la Grande Guerre. Sa reconstruction en château de plaisance à l’orée du XVIIe siècle et les aménagements du XVIIIe siècle avec la tour glacière-colombier (déjà protégée au titre des monuments historiques) et ses grands pignons sont le signe d’un mélange des influences française et flamande. Les très substantiels vestiges de ces diverses périodes de construction propose un exemple intéressant de mariage entre construction médiévale traditionnelle et préceptes de l’architecture nouvelle. Leur ampleur et leur intérêt historique et artistique sont des arguments suffisants pour une protection au titre des monuments historiques. Les ruines du château ont été inscrites aux Monuments Historiques le 3 août 2007.
Le château en ruine laisse apparaître ses murs extérieurs ainsi que ses trois tours et la façade principale à pas de moineaux.
La propriété actuelle regroupe 3,5 hectares sur les 25 hectares historiques du château, dont le bois de chasse de deux hectares et la plus grande partie de l'Étang de Gœulzin. Le manoir de l'ancien pavillon de chasse est devenu l'habitation principale, elle comprend un bâtiment en rez-de-chaussée avec un étage, avec tour centrale, à sa droite pignon à Wembergues et cheminée, à sa gauche terrasse.

## Photothèque

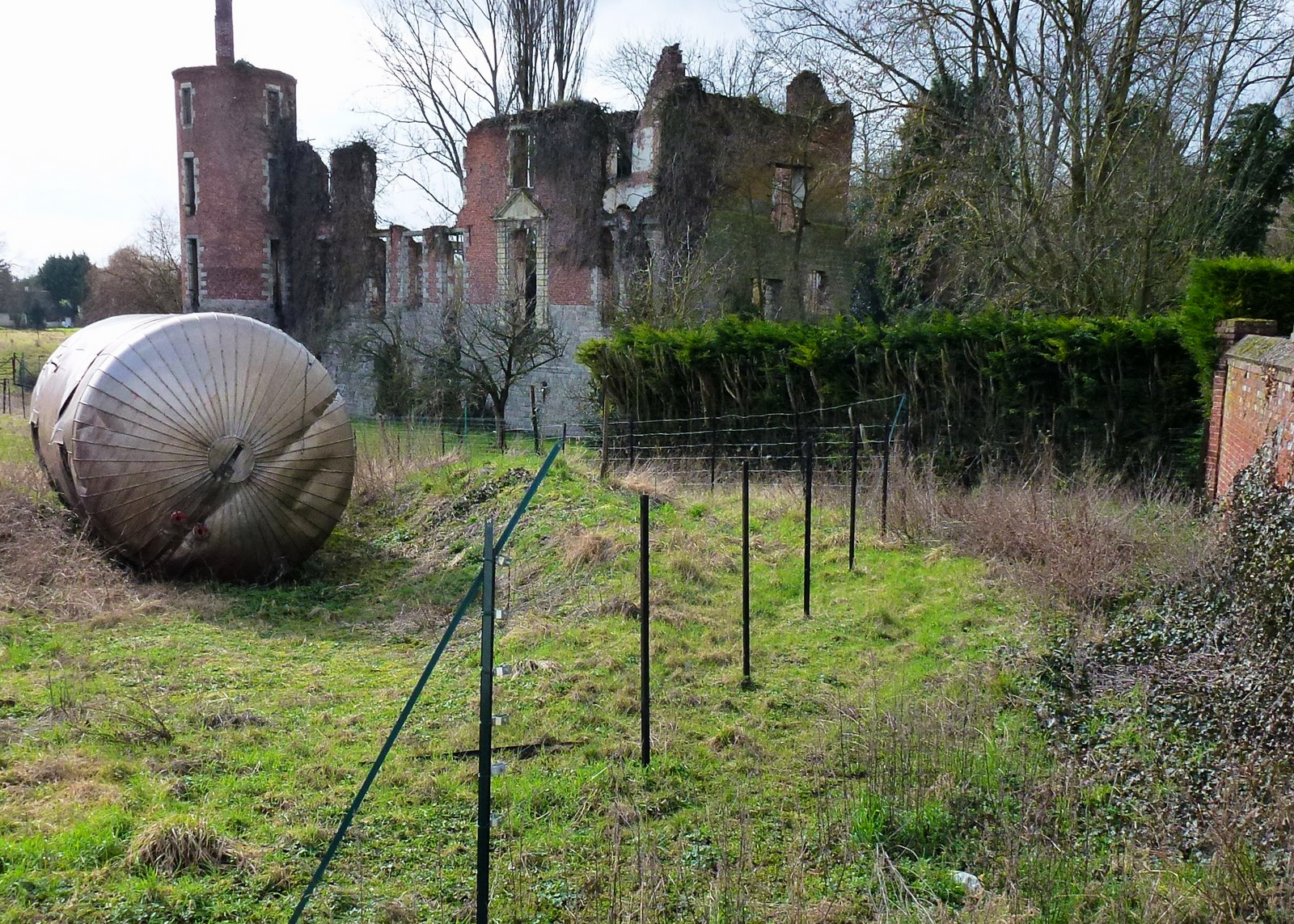
Le Château de Gœulzin (Mars 2012) .- Nord
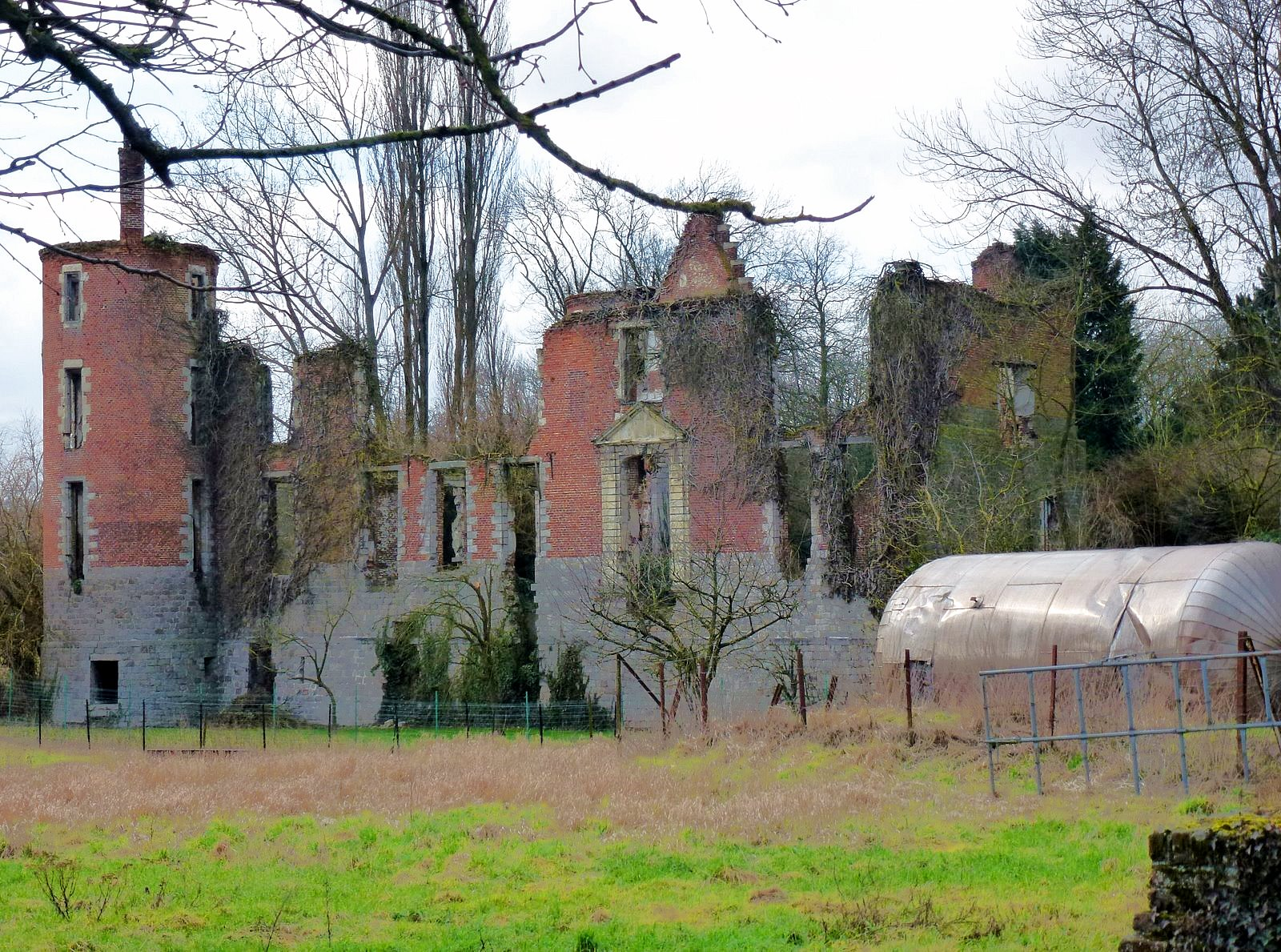
Le Château de Gœulzin (Mars 2012) .- Nord
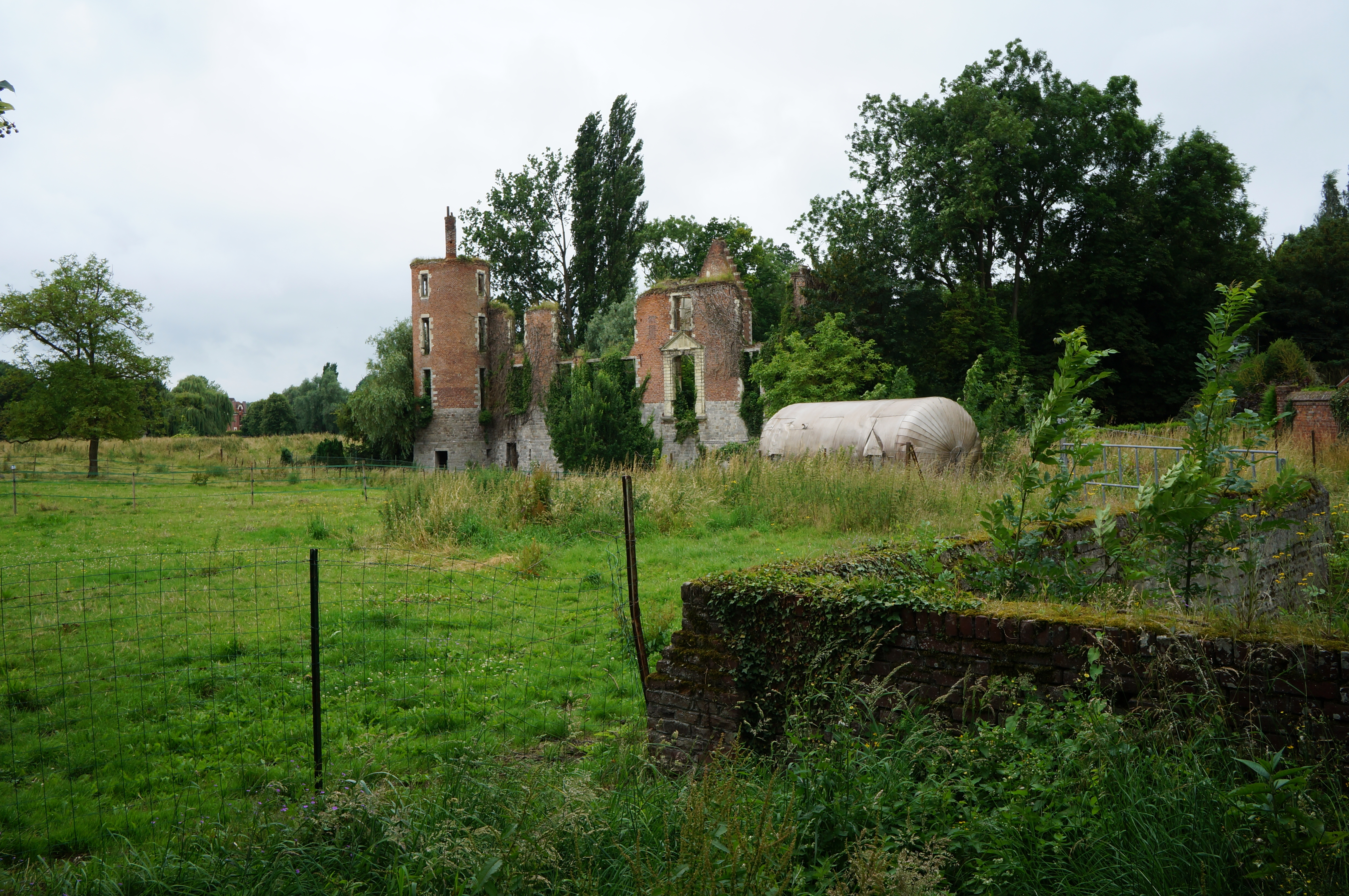
Le Château de Gœulzin (Juin 2016).- Nord
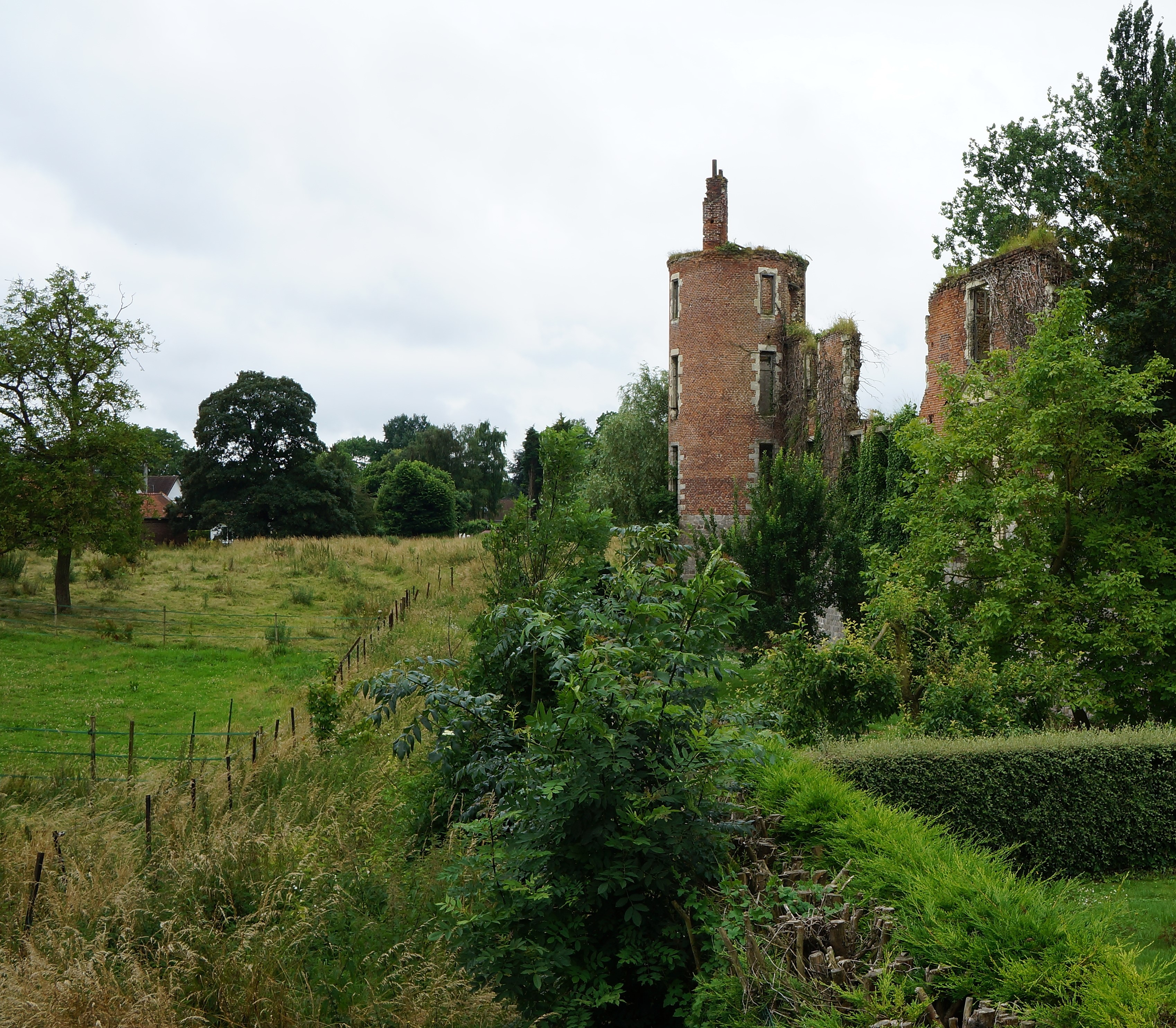
Le Château de Gœulzin (Juin 2016).- Nord